# Martin Hobohm
Martin Hobohm, född 1883 död 1942, var en tysk historiker.
Hobohm blev docent vid Berlins universitet 1913, arkivråd 1921, och extraordinarie professor i Berlin 1923. Han gjorde sig känd som en radikal publicist, från 1925 socialdemokrat. Bland Hobohms vetenskapliga skrifter märks Machiavellis Renaissance der Kriegskunst (2 band, 1913).